# Дувиль-ан-Ож
Дуви́ль-ан-Ож (фр. Douville-en-Auge) — коммуна во Франции, находится в регионе Нижняя Нормандия. Департамент коммуны — Кальвадос. Входит в состав кантона Дозюле. Округ коммуны — Лизьё.
Код INSEE коммуны — 14227.

## Население
Население коммуны на 2010 год составляло 224 человека.
| 1962 | 1968 | 1975 | 1982 | 1990 | 1999 | 2010 |
| ---- | ---- | ---- | ---- | ---- | ---- | ---- |
| 204  | 169  | 169  | 178  | 188  | 197  | 224  |

## Экономика
В 2010 году среди 144 человек трудоспособного возраста (15—64 лет) 102 были экономически активными, 42 — неактивными (показатель активности — 70,8 %, в 1999 году было 75,0 %). Из 102 активных жителей работали 99 человек (53 мужчины и 46 женщин), безработных было 3 (2 мужчин и 1 женщина). Среди 42 неактивных 10 человек были учениками или студентами, 19 — пенсионерами, 13 были неактивными по другим причинам.